# Système éducatif au Japon

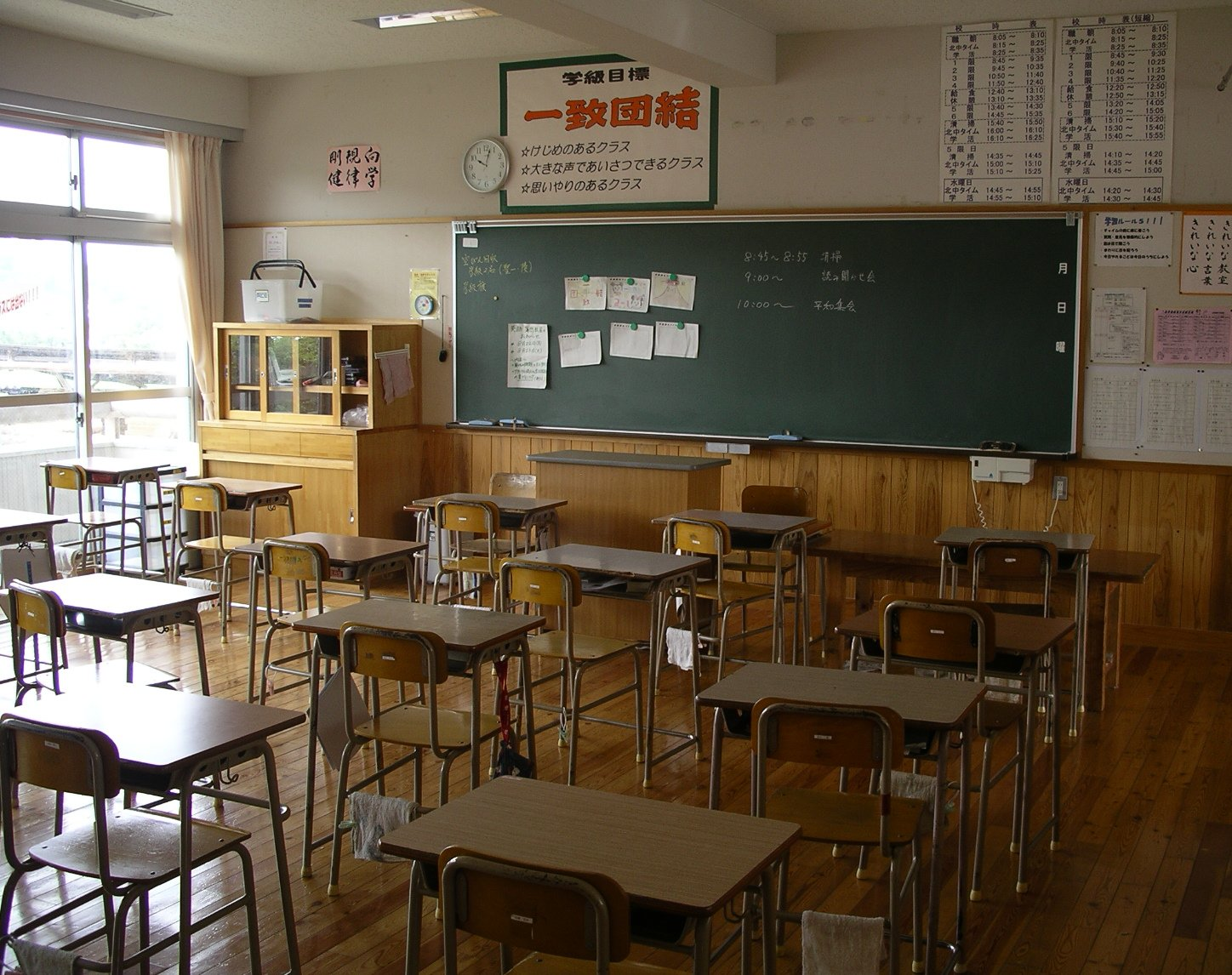
Salle de classe d'un collège japonais.

Le système éducatif au Japon est caractérisé par une sélection importante des élèves avec des concours et la cohabitation de systèmes publics et privés. Il est géré par le ministère de l'Éducation, de la Culture, des Sports, des Sciences et de la Technologie, tout en ayant une organisation très décentralisée puisque les collectivités locales assurent la gestion matérielle, humaine (effectifs, inscriptions, services aux élèves et aux professeurs) et pédagogique (inspection, application des programmes) des établissements, les préfectures s'occupant plus particulièrement des établissements secondaires publics, des écoles spécialisées et des établissements privés, et les municipalités de l'enseignement public primaire (maternelles et élémentaires) et secondaire de premier cycle (les collèges).

## Histoire
Le système éducatif au Japon contemporain fut créé ex nihilo, dès le début de l'ère Meiji en s'inspirant principalement du modèle scolaire allemand tel qu'il prévalait dans la seconde moitié du XIXe siècle et privilégiant, avant tout, l'ordre, la discipline, la rigueur méthodologique et l'effort de mémorisation. Depuis lors, il est déconnecté des instances aristocratiques et religieuses auxquelles il était jusque-là traditionnellement lié, notamment durant la précédente ère Edo, pour être désormais considéré comme un efficace instrument au service de l'État impérial. Cette conception éducative reste toujours dominante aujourd'hui dans la mentalité collective japonaise. En effet, la nouvelle ère Meiji, dès son avènement en 1868, eut besoin, dans son projet de modernisation globale et intensive, à la fois d'une main-d'œuvre la mieux qualifiée possible (esprit d'émulation et de compétitivité), par conséquent d'un très vaste corps de techniciens en tous domaines, et d'une élite dirigeante issue des universités impériales, elles-mêmes prônant l'émulation.
Edwin O. Reischauer, ambassadeur américain au Japon dans les années 1960, estime qu'en moins de deux générations, l'ancienne stratification sociale, fondée sur l'hérédité des statuts individuels, fit place à une stratification largement commandée par le niveau d'éducation. Cependant, à son avis, cette éducation stricte n'a pu se faire sans un certain « endoctrinement » par lequel, tout en apprenant aux jeunes à penser, on leur suggérait souvent ce qu'il fallait penser. Ainsi, l'école japonaise a formé, et continue de former, génération après génération, une jeunesse globalement docile aux valeurs japonaises traditionnelles, telles que celles du travail bien accompli, du culte de l'effort et de la courtoisie sociale, privilégiant ainsi en toutes choses la notion d'ordre et de discipline, les intérêts et les points de vue personnels de l'individu restant du domaine du privé et passant au second plan derrière l'intérêt collectif de la société.
L'OCDE a constaté pour les années 2003 a 2007, que le Japon est l'un des deux pays, parmi ses membres, qui ont eu le moins à investir dans le secteur éducatif par rapport à son PIB.
Tous les Japonais, garçons et filles, ont accès à la scolarité et celle-ci est obligatoire.

## Organisation scolaire du Japon
L'année scolaire au Japon débute en avril, les cours ont lieu du lundi au vendredi, ou au samedi, suivant les écoles. L'année se découpe en deux ou trois périodes, séparées par de courtes vacances au printemps et en hiver, et une interruption de six semaines durant l'été.
Le cycle scolaire est résumé dans le tableau ci-dessous :
| Âge   | Grade                                | Les établissements de scolarisation                                                      | Les établissements de scolarisation                                                      | Les établissements de scolarisation | Les établissements de scolarisation                                                                    | Les établissements de scolarisation                                                      | Les établissements de scolarisation                        |
| ----- | ------------------------------------ | ---------------------------------------------------------------------------------------- | ---------------------------------------------------------------------------------------- | --- | --- | ---------------------------------------------------------------------------------------- | ---------------------------------------------------------- |
| 3-4   |                                      | École maternelle (幼稚園 Yōchien)                                                        | École maternelle (幼稚園 Yōchien)                                                        | École maternelle (幼稚園 Yōchien) | École maternelle (幼稚園 Yōchien)                                                                      | École maternelle (幼稚園 Yōchien)                                                        | Éducation spécialisée (特別支援学校 Tokubetsu-shien gakkō) |
| 4-5   |                                      | École maternelle (幼稚園 Yōchien)                                                        | École maternelle (幼稚園 Yōchien)                                                        | École maternelle (幼稚園 Yōchien) | École maternelle (幼稚園 Yōchien)                                                                      | École maternelle (幼稚園 Yōchien)                                                        | Éducation spécialisée (特別支援学校 Tokubetsu-shien gakkō) |
| 5-6   |                                      | École maternelle (幼稚園 Yōchien)                                                        | École maternelle (幼稚園 Yōchien)                                                        | École maternelle (幼稚園 Yōchien) | École maternelle (幼稚園 Yōchien)                                                                      | École maternelle (幼稚園 Yōchien)                                                        | Éducation spécialisée (特別支援学校 Tokubetsu-shien gakkō) |
| 6-7   | 1                                    | Enseignement primaire (小学校 Shōgakkō) Instruction obligatoire                          | Enseignement primaire (小学校 Shōgakkō) Instruction obligatoire                          | Enseignement primaire (小学校 Shōgakkō) Instruction obligatoire | Enseignement primaire (小学校 Shōgakkō) Instruction obligatoire                                        | Enseignement primaire (小学校 Shōgakkō) Instruction obligatoire                          | Éducation spécialisée (特別支援学校 Tokubetsu-shien gakkō) |
| 7-8   | 2                                    | Enseignement primaire (小学校 Shōgakkō) Instruction obligatoire                          | Enseignement primaire (小学校 Shōgakkō) Instruction obligatoire                          | Enseignement primaire (小学校 Shōgakkō) Instruction obligatoire | Enseignement primaire (小学校 Shōgakkō) Instruction obligatoire                                        | Enseignement primaire (小学校 Shōgakkō) Instruction obligatoire                          | Éducation spécialisée (特別支援学校 Tokubetsu-shien gakkō) |
| 8-9   | 3                                    | Enseignement primaire (小学校 Shōgakkō) Instruction obligatoire                          | Enseignement primaire (小学校 Shōgakkō) Instruction obligatoire                          | Enseignement primaire (小学校 Shōgakkō) Instruction obligatoire | Enseignement primaire (小学校 Shōgakkō) Instruction obligatoire                                        | Enseignement primaire (小学校 Shōgakkō) Instruction obligatoire                          | Éducation spécialisée (特別支援学校 Tokubetsu-shien gakkō) |
| 9-10  | 4                                    | Enseignement primaire (小学校 Shōgakkō) Instruction obligatoire                          | Enseignement primaire (小学校 Shōgakkō) Instruction obligatoire                          | Enseignement primaire (小学校 Shōgakkō) Instruction obligatoire | Enseignement primaire (小学校 Shōgakkō) Instruction obligatoire                                        | Enseignement primaire (小学校 Shōgakkō) Instruction obligatoire                          | Éducation spécialisée (特別支援学校 Tokubetsu-shien gakkō) |
| 10-11 | 5                                    | Enseignement primaire (小学校 Shōgakkō) Instruction obligatoire                          | Enseignement primaire (小学校 Shōgakkō) Instruction obligatoire                          | Enseignement primaire (小学校 Shōgakkō) Instruction obligatoire | Enseignement primaire (小学校 Shōgakkō) Instruction obligatoire                                        | Enseignement primaire (小学校 Shōgakkō) Instruction obligatoire                          | Éducation spécialisée (特別支援学校 Tokubetsu-shien gakkō) |
| 11-12 | 6                                    | Enseignement primaire (小学校 Shōgakkō) Instruction obligatoire                          | Enseignement primaire (小学校 Shōgakkō) Instruction obligatoire                          | Enseignement primaire (小学校 Shōgakkō) Instruction obligatoire | Enseignement primaire (小学校 Shōgakkō) Instruction obligatoire                                        | Enseignement primaire (小学校 Shōgakkō) Instruction obligatoire                          | Éducation spécialisée (特別支援学校 Tokubetsu-shien gakkō) |
| 12-13 | 1                                    | Enseignement secondaire (中学校 chūgakkō) Instruction obligatoire jusqu'à 16 ans révolus | Enseignement secondaire (中学校 chūgakkō) Instruction obligatoire jusqu'à 16 ans révolus | Enseignement secondaire (中学校 chūgakkō) Instruction obligatoire jusqu'à 16 ans révolus | Enseignement secondaire (中学校 chūgakkō) Instruction obligatoire jusqu'à 16 ans révolus               | Enseignement secondaire (中学校 chūgakkō) Instruction obligatoire jusqu'à 16 ans révolus | Éducation spécialisée (特別支援学校 Tokubetsu-shien gakkō) |
| 13-14 | 2                                    | Enseignement secondaire (中学校 chūgakkō) Instruction obligatoire jusqu'à 16 ans révolus | Enseignement secondaire (中学校 chūgakkō) Instruction obligatoire jusqu'à 16 ans révolus | Enseignement secondaire (中学校 chūgakkō) Instruction obligatoire jusqu'à 16 ans révolus | Enseignement secondaire (中学校 chūgakkō) Instruction obligatoire jusqu'à 16 ans révolus               | Enseignement secondaire (中学校 chūgakkō) Instruction obligatoire jusqu'à 16 ans révolus | Éducation spécialisée (特別支援学校 Tokubetsu-shien gakkō) |
| 14-15 | 3                                    | Enseignement secondaire (中学校 chūgakkō) Instruction obligatoire jusqu'à 16 ans révolus | Enseignement secondaire (中学校 chūgakkō) Instruction obligatoire jusqu'à 16 ans révolus | Enseignement secondaire (中学校 chūgakkō) Instruction obligatoire jusqu'à 16 ans révolus | Enseignement secondaire (中学校 chūgakkō) Instruction obligatoire jusqu'à 16 ans révolus               | Enseignement secondaire (中学校 chūgakkō) Instruction obligatoire jusqu'à 16 ans révolus | Éducation spécialisée (特別支援学校 Tokubetsu-shien gakkō) |
| 15-16 | 1                                    | Enseignement secondaire (高等学校 kōtōgakkō, abr. 高校 kōkō)                             | Enseignement secondaire (高等学校 kōtōgakkō, abr. 高校 kōkō)                             | Enseignement secondaire (高等学校 kōtōgakkō, abr. 高校 kōkō) | Enseignement secondaire (高等学校 kōtōgakkō, abr. 高校 kōkō)                                           | Enseignement secondaire, en filière technologique (高専 kōsen)                           | Éducation spécialisée (特別支援学校 Tokubetsu-shien gakkō) |
| 16-17 | 2                                    | Enseignement secondaire (高等学校 kōtōgakkō, abr. 高校 kōkō)                             | Enseignement secondaire (高等学校 kōtōgakkō, abr. 高校 kōkō)                             | Enseignement secondaire (高等学校 kōtōgakkō, abr. 高校 kōkō) | Enseignement secondaire (高等学校 kōtōgakkō, abr. 高校 kōkō)                                           | Enseignement secondaire, en filière technologique (高専 kōsen)                           | Éducation spécialisée (特別支援学校 Tokubetsu-shien gakkō) |
| 17-18 | 3                                    | Enseignement secondaire (高等学校 kōtōgakkō, abr. 高校 kōkō)                             | Enseignement secondaire (高等学校 kōtōgakkō, abr. 高校 kōkō)                             | Enseignement secondaire (高等学校 kōtōgakkō, abr. 高校 kōkō) | Enseignement secondaire (高等学校 kōtōgakkō, abr. 高校 kōkō)                                           | Enseignement secondaire, en filière technologique (高専 kōsen)                           | Éducation spécialisée (特別支援学校 Tokubetsu-shien gakkō) |
| 18-19 |                                      | Université: Enseignement du premier cycle (大学 daigaku ; gakushi-katei)                 | École supérieure (大学校 daigakkō)                                                       | Faculté de médecine (医学部 Igaku-bu) Faculté de vétérinaire (獣医学部 Juigaku-bu) Faculté de dentisterie (歯学部 Shigaku-bu) Faculté de pharmacie (薬学部 Yakugaku-bu) École de médecine de l'armée (防衛医科大学校, Bōei Ika Daigakkō)        | cursus universitaire court (短期大学 Tanki-daigaku) Enseignement professionnel (専門学校 Senmon-gakkō) | Enseignement secondaire, en filière technologique (高専 kōsen)                           |                                                            |
| 19-20 | Associate                            | Université: Enseignement du premier cycle (大学 daigaku ; gakushi-katei)                 | École supérieure (大学校 daigakkō)                                                       | Faculté de médecine (医学部 Igaku-bu) Faculté de vétérinaire (獣医学部 Juigaku-bu) Faculté de dentisterie (歯学部 Shigaku-bu) Faculté de pharmacie (薬学部 Yakugaku-bu) École de médecine de l'armée (防衛医科大学校, Bōei Ika Daigakkō)        | cursus universitaire court (短期大学 Tanki-daigaku) Enseignement professionnel (専門学校 Senmon-gakkō) | Enseignement secondaire, en filière technologique (高専 kōsen)                           |                                                            |
| 20-21 | Foundation                           | Université: Enseignement du premier cycle (大学 daigaku ; gakushi-katei)                 | École supérieure (大学校 daigakkō)                                                       | Faculté de médecine (医学部 Igaku-bu) Faculté de vétérinaire (獣医学部 Juigaku-bu) Faculté de dentisterie (歯学部 Shigaku-bu) Faculté de pharmacie (薬学部 Yakugaku-bu) École de médecine de l'armée (防衛医科大学校, Bōei Ika Daigakkō)        | |                                                                                          |                                                            |
| 21-22 | Bachelor                             | Université: Enseignement du premier cycle (大学 daigaku ; gakushi-katei)                 | École supérieure (大学校 daigakkō)                                                       | Faculté de médecine (医学部 Igaku-bu) Faculté de vétérinaire (獣医学部 Juigaku-bu) Faculté de dentisterie (歯学部 Shigaku-bu) Faculté de pharmacie (薬学部 Yakugaku-bu) École de médecine de l'armée (防衛医科大学校, Bōei Ika Daigakkō)        | |                                                                                          |                                                            |
| 22-23 |                                      | Université: Enseignement de 2e cycle (大学院修士課程 Daigaku-in Shūshi Katei)            | Université : Enseignement de 2e cycle (大学校修士課程 Daigakkō Shūshi katei)             | Faculté de médecine (医学部 Igaku-bu) Faculté de vétérinaire (獣医学部 Juigaku-bu) Faculté de dentisterie (歯学部 Shigaku-bu) Faculté de pharmacie (薬学部 Yakugaku-bu) École de médecine de l'armée (防衛医科大学校, Bōei Ika Daigakkō)        | |                                                                                          |                                                            |
| 23-24 | Université: Enseignement de 2e cycle | Université: Enseignement de 2e cycle (大学院修士課程 Daigaku-in Shūshi Katei)            | Université : Enseignement de 2e cycle (大学校修士課程 Daigakkō Shūshi katei)             | Faculté de médecine (医学部 Igaku-bu) Faculté de vétérinaire (獣医学部 Juigaku-bu) Faculté de dentisterie (歯学部 Shigaku-bu) Faculté de pharmacie (薬学部 Yakugaku-bu) École de médecine de l'armée (防衛医科大学校, Bōei Ika Daigakkō)        | |                                                                                          |                                                            |
| 24-25 |                                      | Université Enseignement de 3e cycle Doctorat (大学院博士課程 Daigaku-in Hakushi Katei)   | Académie de Défense nationale: Ph.D (防衛大学校博士課程 Bōei Daigakkō Hakushi katei)     | Faculté de médecine : doctorat (医学博士 Igaku Hakushi) Faculté de vétérinaire : doctorat (獣医学博士 Juigaku Hakushi) Faculté de dentisterie : doctorat (歯学博士 Shigaku Hakushi) Faculté de pharmacie : doctorat (薬学博士 Yakugaku Hakushi) | |                                                                                          |                                                            |
| 25-26 |                                      | Université Enseignement de 3e cycle Doctorat (大学院博士課程 Daigaku-in Hakushi Katei)   | Académie de Défense nationale: Ph.D (防衛大学校博士課程 Bōei Daigakkō Hakushi katei)     | Faculté de médecine : doctorat (医学博士 Igaku Hakushi) Faculté de vétérinaire : doctorat (獣医学博士 Juigaku Hakushi) Faculté de dentisterie : doctorat (歯学博士 Shigaku Hakushi) Faculté de pharmacie : doctorat (薬学博士 Yakugaku Hakushi) | |                                                                                          |                                                            |
| 26-27 | Doctorat                             | Université Enseignement de 3e cycle Doctorat (大学院博士課程 Daigaku-in Hakushi Katei)   | Académie de Défense nationale: Ph.D (防衛大学校博士課程 Bōei Daigakkō Hakushi katei)     | Faculté de médecine : doctorat (医学博士 Igaku Hakushi) Faculté de vétérinaire : doctorat (獣医学博士 Juigaku Hakushi) Faculté de dentisterie : doctorat (歯学博士 Shigaku Hakushi) Faculté de pharmacie : doctorat (薬学博士 Yakugaku Hakushi) | |                                                                                          |                                                            |
| 27-28 | Doctorat                             |                                                                                          |                                                                                          | Faculté de médecine : doctorat (医学博士 Igaku Hakushi) Faculté de vétérinaire : doctorat (獣医学博士 Juigaku Hakushi) Faculté de dentisterie : doctorat (歯学博士 Shigaku Hakushi) Faculté de pharmacie : doctorat (薬学博士 Yakugaku Hakushi) | |                                                                                          |                                                            |

## Études primaires et secondaires

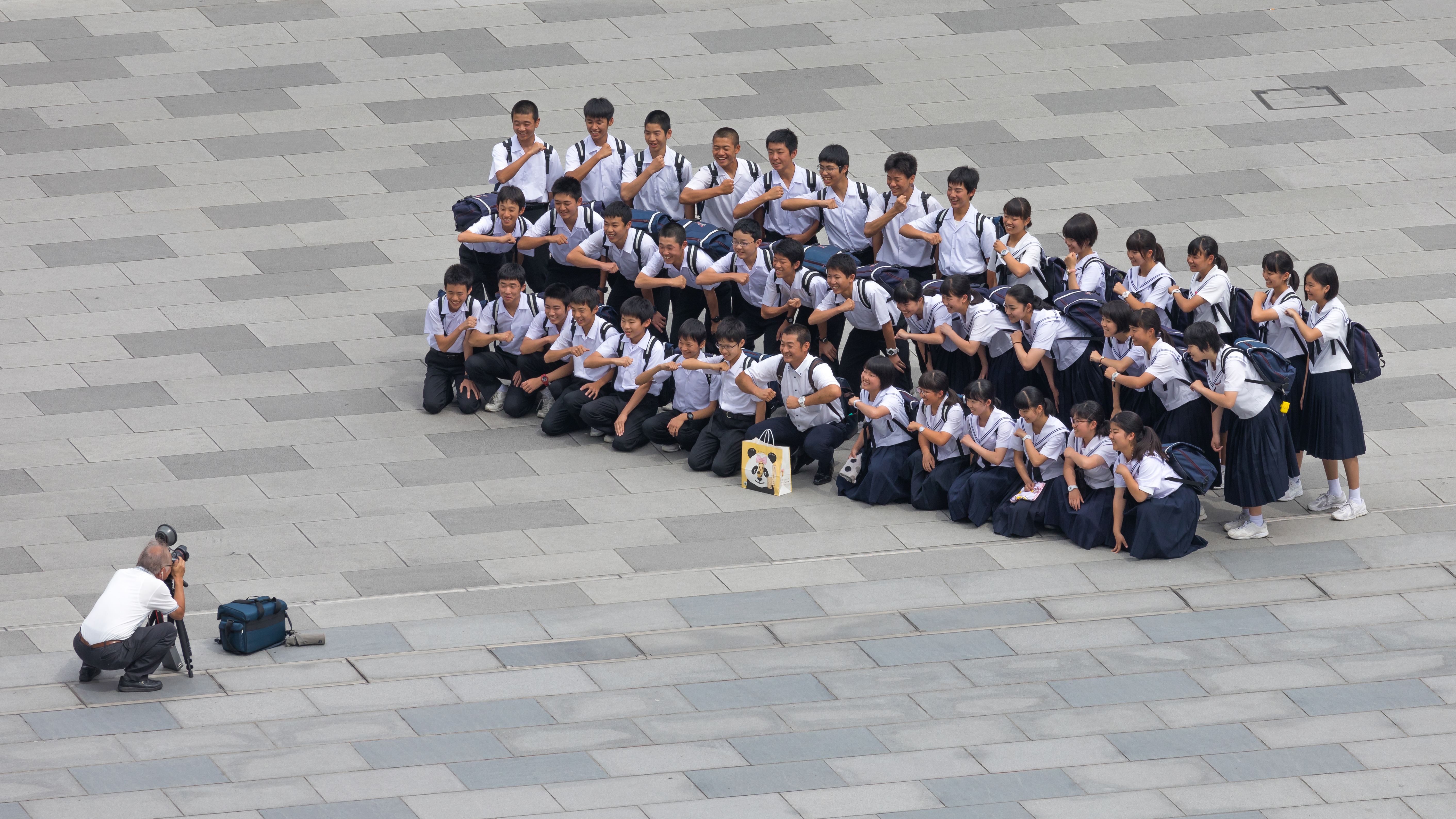
Photographe en train de photographier un groupe d'étudiants souriants, levant le coude avec leur professeur au centre, sur le sol pavé de la station de Tokyo, Marunouchi. Vue du dessus depuis un toit en terrasse. Juin 2019.

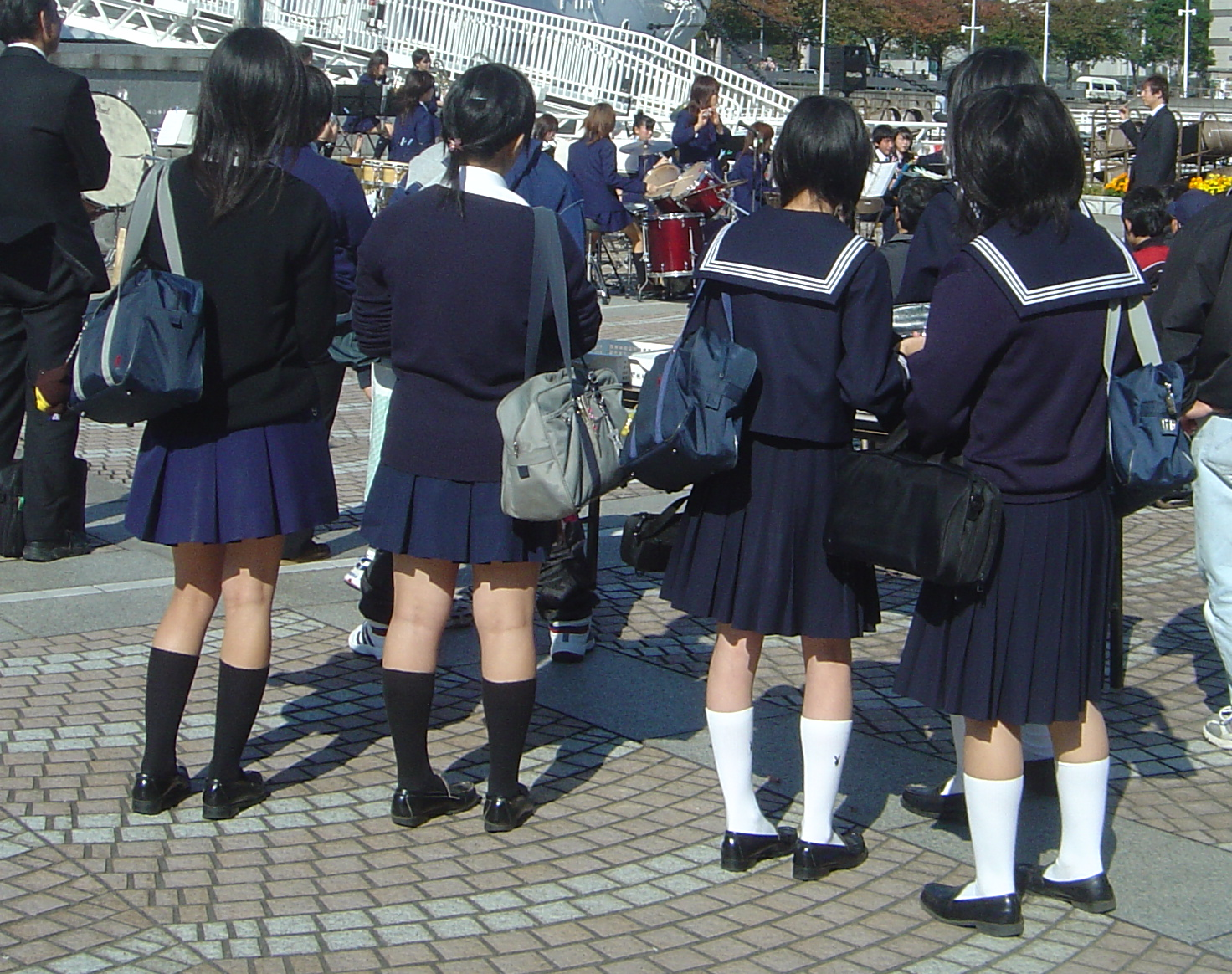
Écolières japonaises portant le sailor fuku (uniforme féminin).

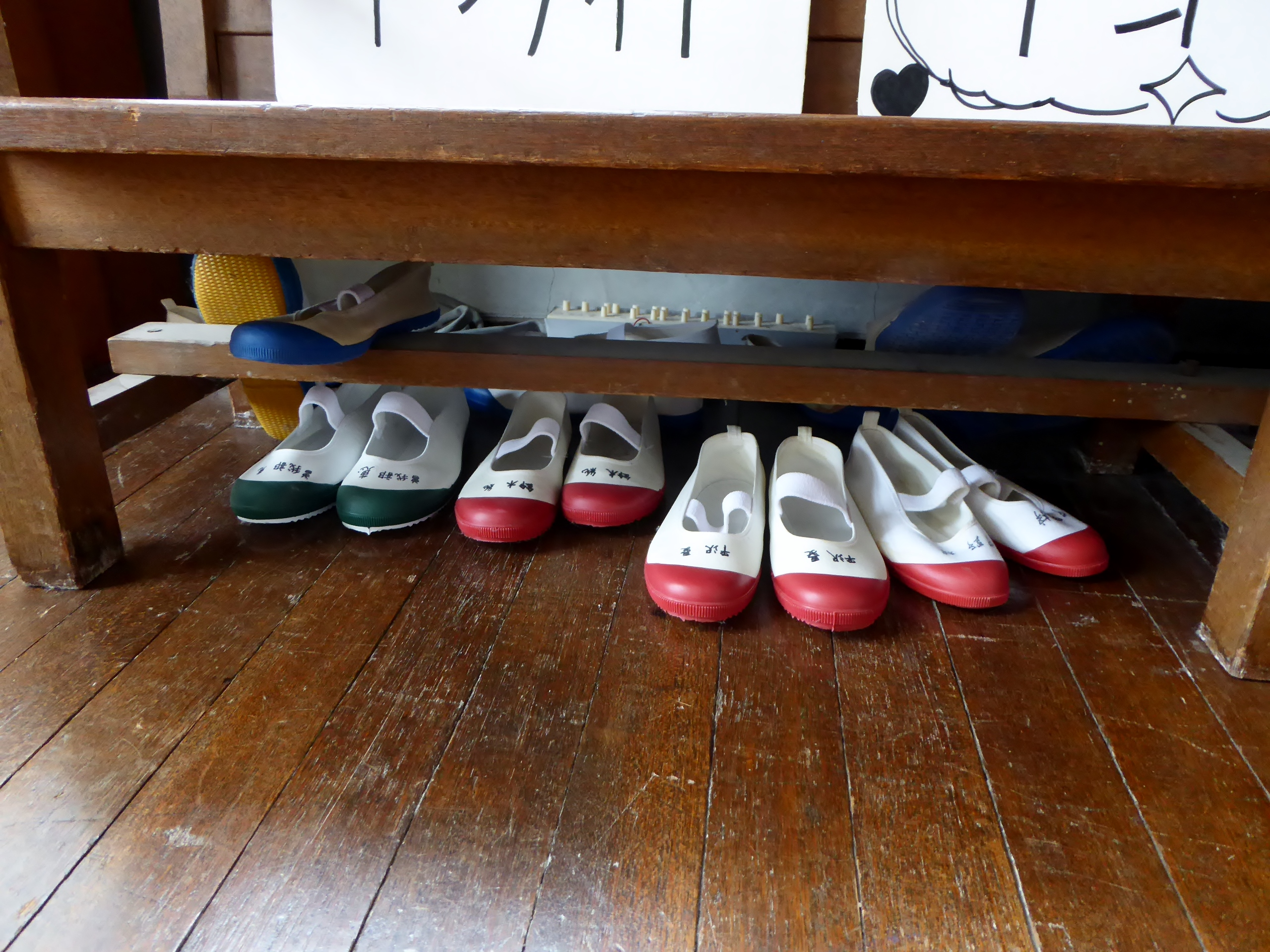
Les chaussures appelées uwabaki sont souvent portées par les enfants du primaire.

L'âge de l'élève, déterminant l'année de début de scolarisation, est fixé par rapport à la date du 1er avril, l'année scolaire commençant en avril et se terminant en mars suivant.
Les élèves suivent successivement trois cycles : l'école primaire (小学校, shōgakkō) qui dure six ans (élèves de 6 à 11 ans), le collège (中学校, chūgakkō) qui dure trois ans (12-15 ans) et l'école secondaire (高校, kōkō) qui dure également trois ans (16-18 ans). Presque toutes les écoles publiques sont mixtes, bien que certaines soient pour garçons ou filles.
L'année scolaire comprend 210 jours d'éducation, auxquels nombre d'écoles ajoutent une trentaine de jours d'activité sportive, de festival ou d'éducation hors cursus (voyage scolaire). Il y a cinq jours et demi de classe par semaine.
Le système universitaire étant très élitiste, les écoliers travaillent dur depuis l'école maternelle jusqu'à l'entrée à l'université. Beaucoup d'écoles maternelles recrutent même sur concours, les questions étant bien sûr adaptées à l'âge des enfants (concernant les formes, les couleurs et des connaissances simples sur la nature). De plus, les cours complémentaires le soir, le week-end ou durant les vacances scolaires dans des écoles privées appelées juku sont presque une règle pour les élèves du secondaire.
Le secondaire se termine non pas par un examen mais par le communément appelé Kyôtsû-test, un concours national géré par une institution administrative indépendante rattachée au ministère de l'Éducation, de la Culture, des Sports, des Sciences et de la Technologie et qui sert de base aux universités, publiques ou privées, pour le recrutement de leurs étudiants.
Juste avant l'entrée en université, les étudiants du secondaire de filière générale choisissent les matières qu'ils souhaitent passer aux différents examens d'entrée vers lesquelles leurs resultats scolaires en controle continu les autorisent à postuler.
À Tōkyō, une directive d'octobre 2003 oblige les enseignants et leurs élèves à chanter le Kimigayo (hymne national) debout face au drapeau (Hinomaru).
Par ailleurs le système de notation pour les épreuves nationalse est surtout axé sur les questionnaires à choix multiples (QCM).
Le port de l'uniforme est obligatoire dans la plupart des établissements secondaires, et parfois dans les écoles primaires : gakuran pour les garçons, sailor fuku pour les filles. Les établissements prévoient également des tenues spécifiques pour les activités sportives : tee-shirt blanc et short de couleur sombre en été, survêtement en hiver. Le randoseru, sert de cartable aux enfants du primaire, ce sac à dos a une forme très standardisée.
Jusqu'au secondaire les enfants portent des chaussures différentes à l'intérieur de l'etablissement (des uwabaki (上履き) ou tout simplement des baskets specifiques qui ne doivent pas etre portées à l'extérieur).
Beaucoup d'établissements scolaires imposent des normes très strictes en termes d'apparence, de coiffure, de maquillage et de couleur de cheveux. Les élèves peuvent se voir contraints de teindre leurs cheveux en noirs si ceux-ci ne le sont pas naturellement.

## Études supérieures
- Liste des universités au Japon

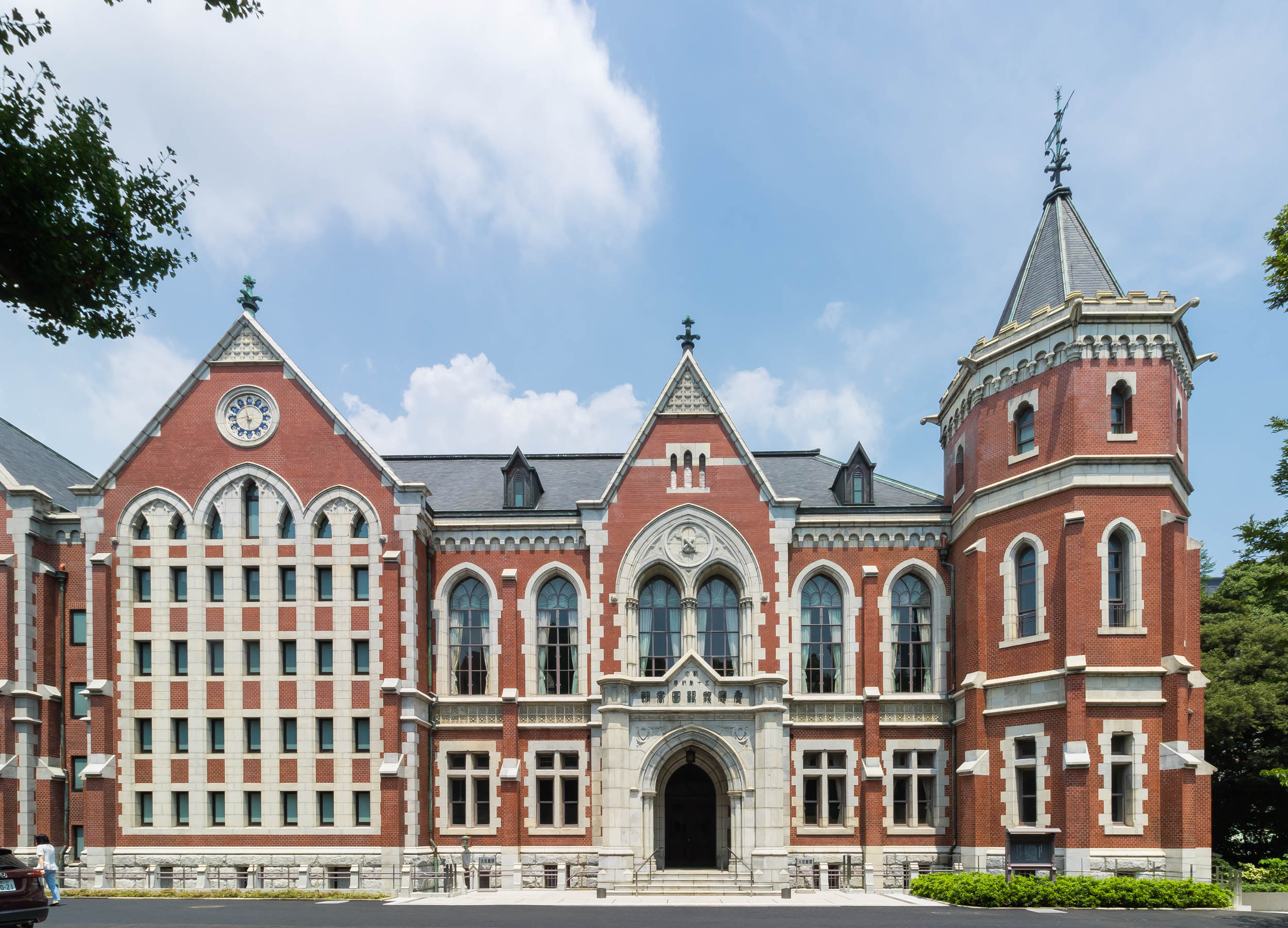
Université Keiō

Il y a deux types d'écoles d'enseignement supérieur : les écoles spécialisées (専門学校, senmongakkō) et les universités (大学, daigaku). Tandis que les écoles spécialisées fournissent une formation courte de deux ans, les universités ont une vocation plus généraliste, et le premier diplôme ne s'obtient qu'au bout de quatre ans d'étude et correspond au premier cycle universitaire. Presque tous les lycéens suivent en parallèle de leur scolarisation, des cours en juku qui leur permettront de reussir aux différents examens d'entrée à l'université.
Il est souvent dit des universités japonaises qu'il est difficile d'y entrer, mais facile d'en sortir diplômé. Après avoir réussi le concours, le rythme est nettement moins soutenu qu'au secondaire ou qu'en classe préparatoire. La recherche d'emploi en fin d'études se fait traditionnellement de façon groupée.
Il existe trois niveaux à l'université :
- la  premier cycle universitaire (学士, gakushi, en quatre ans?) ;
- le deuxième cycle universitaire (修士, shūshi?, en deux ans) ;
- le doctorat (博士, hakase/hakushi, en trois ans?).

Il existe trois types d'universités : les universités nationales (国立, kokuritsu), les universités privées (私立, shiritsu) et les universités publiques (公立, kōritsu).
Relativement peu de Japonais étudient à l'étranger et leur nombre est en baisse à la fin des années 2010 passant de 82 945 au maximum en 2004 à 55 969 en 2016.

### Universités nationales
Ce sont généralement les universités les plus prestigieuses. À un haut niveau, l'accent y est mis sur les connaissances fondamentales. Les plus renommées sont :
- l'université de Tokyo (東京大学, Tōkyō Daigaku?), ou sous forme contractée Tōdai (東大?) ;
- l'université de Kyoto (京都大学, Kyōto Daigaku?), ou sous forme contractée Kyōdai (京大?).

### Universités privées
Ce sont les plus nombreuses, et il en existe de tous les niveaux. Cependant, les plus prestigieuses rivalisent avec les plus grandes universités nationales. La majorité des politiciens japonais sont issus des plus grandes universités privées, au rang desquelles :
- l'Université Keiō (慶應義塾大学, Keiō Gijuku Daigaku?) dans le sud de Tōkyō. Jun'ichirō Koizumi est diplômé de cette université ;
- l'Université Waseda (早稲田大学, Waseda Daigaku?), au centre de Tōkyō. Les anciens Premier ministresYasuo Fukuda et Fumio Kishida ou encore Yoshirō Mori sont diplômés de Waseda.

### Universités publiques
Bien que les universités nationales soient publiques, lorsqu'on parle d'universités publiques elles en sont généralement exclues. Elles ont une réputation supérieure à la moyenne des universités privées. Il s'agit d'universités gérées par une instance locale. Deux d'entre elles sont :
- l'université métropolitaine de Tōkyō (東京都立大学, Tōkyō Toritsu Daigaku?) ou simplement Toritsu, célèbre en particulier pour sa faculté d'architecture ;
- l'Université municipale de Yokohama (横浜市立大学, Yokohama Shiritsu Daigaku?), référence nationale en matière de médecine.

## Élitisme
Comme exprimé précédemment, le système japonais a une tendance portée vers l'élitisme. Il faut toujours tenter d'aller dans la meilleure école, pour avoir le maximum de chances d'entrer dans le meilleur collège, puis école secondaire, puis université et entrer dans la meilleure société. Cela a deux conséquences principales.
La première est la prolifération des cours du soir, qui ont la double fonction de tenter d'augmenter le niveau scolaire et de rassurer les parents sur le fait qu'ils font ce qu'il faut pour leurs enfants. Ces classes sont très répandues dans les grandes villes.
La seconde est d'ordre financier. Les parents doivent en effet choisir une école pour leurs enfants. Ils vont généralement en viser deux ou trois, une qu'ils souhaiteraient obtenir mais pour laquelle l'enfant n'est pas confiant d'obtenir le concours, une de niveau plus faible et finalement, optionnellement, une faible. Mais nombre d'écoles moyennes voyant tous leurs meilleurs éléments potentiels partir avant la rentrée car ayant réussi à intégrer une école plus prestigieuse ont adopté un principe simple : elles choisissent des dates de confirmation d'inscription situées avant la publication des résultats des écoles prestigieuses. Ainsi, les parents sont obligés d'inscrire leurs enfants dans cette école, même s'ils espèrent ne pas avoir à les y envoyer. Si l'enfant réussit à intégrer mieux, il pourra se désinscrire de cette école, mais tout ou partie des frais engagés (assez élevés) resteront acquis par cette école, qui bénéficie donc de moyens substantiels comparativement à ses effectifs. Cela représente un sacrifice financier important pour les familles qui, tous les trois, quatre ans, doivent donc payer deux années scolaires pour assurer le meilleur avenir possible à leur enfant.
Des bourses d'études existent, mais ce sont en fait des emprunts étudiants car l'argent reçu doit être remboursé une fois les études finies. En 2013, 1,77 million d'étudiants japonais profitaient de ces bourses-emprunts, soit un étudiant sur deux.
Il a été relevé l'omniprésence donnée au sens de la hiérarchie. À partir du middle school, chacun est défini comme senpai (aîné) ou kohai (cadet) qui doit respect et déférence à son ancien. De plus, l'étudiant japonais apprendrait moins à questionner le monde qui l'entoure qu'à obéir et à se fondre profondément dans la communauté.

## Dérives
Le système éducatif japonais a été dénoncé pour ses dérives comme l'épuisement des étudiants japonais, aboutissant au pire des cas au gakurekibyō (« maladie du diplôme ») ou au hikikomori. Certains cas d'inceste mère-fils, provenant des kyoiku mama (mères éducatrices au foyer), ont été signalés, celles-ci visaient à décharger les garçons de leurs pulsions sexuelles distrayant leur scolarité. Plusieurs feuilletons et un film ont même été réalisés sur la base de ces témoignages. Il a été relevé que les écoliers japonais apprennent moins à penser qu'à mémoriser, ce qui constituerait une explication[Comment ?] de leurs bons résultats en mathématiques.
Il a été relevé que si le système éducatif japonais a su remplir sa tâche au cours du siècle précédent, permettant l'émergence d'une société industrielle dotée d'une force de travail technique conséquente, il ne serait pas des mieux préparés pour une ère de l'information où la créativité serait la composante principale recherchée, au détriment d'un modèle basé sur le concept de l'otarie savante.
En 2009, 138 enseignants ont été mis en cause par leur administration pour avoir eu des contacts sexuels avec des mineurs, contre 97 en 1999. Dans 40 % des cas, les mineurs concernés étaient des élèves de l'école où travaillait l'enseignant. Il s'agissait de relations sexuelles dans 21 % des cas, et d'attouchements dans 36 %, consentis ou non.
L'université de médecine de Tokyo a reconnu, en 2018, avoir manipulé les résultats de son examen d'entrée afin que les filles soient désavantagées. Dans les semaines qui ont suivi, neuf des 81 écoles de médecine du pays ont à leur tour reconnu avoir pratiqué la même politique discriminatoire.